# 1894 a jogalkotásban
1894-ben az alábbi jogszabályokat alkották meg:

## Magyarország

### Törvények
- 1894. évi I. törvénycikk Székelykeve és Borcsány községekben az országgyűlési képviselői választói jog gyakorlásáról
- 1894. évi II. törvénycikk Az 1884:IV. tc. által Szeged szabad királyi városban felállitott középítészeti tanács hatáskörének meghosszabbításáról
- 1894. évi III. törvénycikk A Tisza és Bodrog mellék-folyó szabályozásának folytatólagos munkálatairól, valamint a Ferencz-csatorna tiszai torkolatának áthelyezéséről
- 1894. évi IV. törvénycikk A vinkovce-brecskai helyi érdekü vasutnak a gunjai állomástól a Száva áthidalásával Brecskáig leendő folytatásáról
- 1894. évi V. törvénycikk A telepitésről
- 1894. évi VI. törvénycikk Kereskedelmi viszonyainknak Oroszországgal való ideiglenes rendezéséről
- 1894. évi VII. törvénycikk A Fiume város területén emelendő épitmények rendkivüli adómentességéről szóló 1884:XXII. törvénycikkben foglalt kedvezmények határidejének meghosszabbitásáról és kiegészitéséről
- 1894. évi VIII. törvénycikk Az egyptomi tengeri egészségügyi szolgálat reformja iránt 1892. évi január 30-án Velenczében kötött nemzetközi egyezmény beczikkelyezéséről
- 1894. évi IX. törvénycikk Cholera-járvány idején a nemzetközi érintkezésben alkalmazandó közös védelmi intézkedésekről
- 1894. évi X. törvénycikk Az irodalmi vagy művészeti művek szerzői jogának kölcsönös oltalma végett Nagy-Britániával 1893. évi április 24-én Bécsben kötött államszerződés beczikkelyezése tárgyában
- 1894. évi XI. törvénycikk A versecz-kubini helyi érdekü vasut engedélyezése tárgyában
- 1894. évi XII. törvénycikk A mezőgazdaságról és mezőrendőrségről
- 1894. évi XIII. törvénycikk A Szamosvölgyi vasut-részvénytársaság hálózatához tartozó vasutvonalak engedélyokmányainak, s az ezekhez kiadott függeléknek egyesítéséről
- 1894. évi XIV. törvénycikk A Romániával 1893. évi deczember 21/9-én kötött kereskedelmi egyezmény beczikkelyezéséről
- 1894. évi XV. törvénycikk A szeszadónak a fogyasztási terület részére való biztositása tárgyában
- 1894. évi XVI. törvénycikk Az örökösödési eljárásról
- 1894. évi XVII. törvénycikk A vasuti árufuvarozás tárgyában Bernben 1890. évi október 14-én létrejött s az 1892. évi XXV. törvénycikkel beiktatott nemzetközi egyezmény kiegészitése iránt
- 1894. évi XVIII. törvénycikk Az 1885. évi IX. törvénycikk 10. §-ának és az 1889. évi XXXIV. törvénycikk 6. §-ának hatályon kivül helyezéséről
- 1894. évi XIX. törvénycikk A m. kir. államvasutakon szükséges némely munkálatok költségeinek fedezéséről
- 1894. évi XX. törvénycikk A székes fővárosi Ujépület, a Károly-, József- és Flórián-laktanya és a Gellérthegyi erőd értékesitéséről
- 1894. évi XXI. törvénycikk Az Oroszországgal 1894. évi május 18/6-án kötött kereskedelmi egyezmény beczikkelyezéséről
- 1894. évi XXII. törvénycikk A baja-zombor-ujvidéki h. é. gőzmozdonyu vasut engedélyezéséről
- 1894. évi XXIII. törvénycikk A szent-lőrincz-slatina-nasiczi h. é. vasut engedélyezéséről
- 1894. évi XXIV. törvénycikk A közös függő adósság egy részének beváltásáról
- 1894. évi XXV. törvénycikk Az 1891. évi közösügyi zárszámadásra alapitott végleges leszámolás szerint Magyarország terhére mutatkozó tartozás fedezéséről
- 1894. évi XXVI. törvénycikk A törvénykezési bélyegekre és illetékekre vonatkozó törvények és szabályok módositásáról és kiegészitéséről
- 1894. évi XXVII. törvénycikk Azon nyilvános tanintézeti igazgatók, tanárok, tanitók, igazgatónők és tanitónők nyugdijazásáról és hozzátartozóik ellátásáról, kikről állami vagy más hasonló természetü közrendelkezéssel gondoskodva nincs
- 1894. évi XXVIII. törvénycikk Egy képzőművészeti kiállitási épület létesitéséről és az erre szükséges költségek fedezéséről
- 1894. évi XXIX. törvénycikk Az üzletszerü, vagy nyilvános fogadásoknak s a kölcsönös fogadások közvetitésének szabályozásáról a lóversenyeknél
- 1894. évi XXX. törvénycikk A sörtermelés megadóztatásáról szóló törvényes határozmányok részbeni módositása tárgyában
- 1894. évi XXXI. törvénycikk A házassági jogról
- 1894. évi XXXII. törvénycikk A gyermekek vallásáról
- 1894. évi XXXIII. törvénycikk Az állami anyakönyvekről
- 1894. évi XXXIV. törvénycikk Az 1895. év első két hónapjában viselendő közterhekről és fedezendő állami kiadásokról
- 1894. évi XXXV. törvénycikk Kereskedelmi viszonyainknak Spanyolországgal való ideiglenes rendezéséről
- 1894. évi XXXVI. törvénycikk A magyar folyam- és tengerhajózási részvény-társaság alakitásáról és állami segélyezéséről
- 1894. évi XXXVII. törvénycikk  Az 1889:XLV. törvénycikk kiegészitéséről és hatályának meghosszabbitásáról
- 1894. évi XXXVIII. törvénycikk A temesvár-nagyszentmiklósi h. é. vasut engedélyezéséről

## Külföldön
- Német védjegytörvény - Warenbezeichnungsgesetz (WBG), hivatalos nevén: Gesetz zum Schutz der Waarenbezeichnungen, (elfogadva: 1894. május 12. (RGBl. S. 441) [1]